# 曾健晃
曾健晃（Tsang Kin Fong，1993年1月2日—），生於英屬香港，香港足球運動員，司職前鋒，現時效力香港甲級聯賽球會中西區。

## 早年生活
曾健晃生於香港，成長於慈雲山，居於慈樂邨，在四歲時就跟隨哥哥曾至孝到慈雲山街場跟隊有時，及後加入由父親創辦的球隊駿馬，並為球隊贏得不少錦標，其後他參加麥當奴足球青訓計劃，代表屬區出外比賽。直至2000年加盟傑志青年軍，更協助球會奪得U15青年足球賽冠軍，其後就讀體育名校林大輝中學，並代表校隊出賽香港學界賽事為校隊奪得沙西區甲組校際足球賽冠軍。直到2007年8月，曾健晃獲地區球會沙田從學校挑選入隊受訓，同年協助沙田以15戰全勝佳績奪得該季丙組地區聯賽冠軍，再在丙組聯賽總決賽成為總冠軍，升班上乙組聯賽。他於2008年更協助沙田贏得乙組聯賽冠軍首度升級到甲組聯賽作賽。

## 球會生涯
升班後，曾健晃在對傳統勁旅南華的聯賽，以16歲之齡，職業生涯首度在頂級聯賽亮相，期間曾獲教練李偉文安排他轉型擔任中堅，惟沙田在甲組僅角逐一季，便在10隊中排名第9需要降回乙組聯賽。
在2010年夏天，17歲的曾健晃重返母會傑志，兼與哥哥曾至孝繼童年時效力由父親所創辦的駿馬足球隊後，再度成為隊友，隨後曾健晃亦轉讀沙田區體育名校仁濟醫院董之英紀念中學，並協助該校奪得西沙區學界足球賽冠軍，兼取得全港學界精英賽的參賽資格。直到2011年夏天，他與哥哥一同外借到以年輕球員組成的甲組球隊港菁，更在2012年5月15日對公民的補賽中，取得職業生涯首個甲組入球，並協助球隊取得首場聯賽勝仗。2012年7月，曾健晃再外借至晨曦，但由於年少氣盛與教練合不來，所以他在下半季少了出場機會。
結果，曾健晃便於2014年8月離開球圈到澳洲墨爾本，展開為期兩年的工作假期，還積極參與當地高水平業餘聯賽，加入當地業餘球會哥寧伍澳式，平均一場300澳元車馬費，並在一項業餘賽取得11個入球，成為賽事神射手外，更獲次級聯賽球會賞識，最終他於2015年重返香港球壇加盟當時處於甲組的地區球隊油尖旺，首季便以11場取得13球的成績，完成球季，不過他卻因遇上嚴重的腓骨重創，休息大半年，幾乎要掛靴，而其醫生更直言必須收山，但他並沒有放棄，期間亦考取D級教練牌兼任球隊助理教練。
2016年夏天，曾健晃隨港超聯球會理文流浪跟操兩星期，只是對方遲遲未開出合約，最終他獲由中超球會廣州富力出資及組建的港超聯球會R&F富力助教梁志榮邀請加盟，並於2016年9月18日以0–1不敵標準灝天的高級組銀牌初賽，首度為球隊登場，加盟後，他獲教練李志海和隊友指其態度是在全隊中最好，使他上半季長期穩佔正選翼鋒，只是到季中球會要銜接廣州富力一隊的戰術球隊轉踢3中堅陣式，而曾健晃為了出場機會便被教練改造擔任後衛位置，期間球會教練團認為他短時間內由前鋒轉型為中堅的表現，突飛猛進及狀態良好。
因此，首季有17次正選的曾健晃成為唯一一位香港球員到廣州富力一隊基地跟操為期一星期，結果R&F富力首季在11隊當中排第10名，僅僅宣告護級成功，而球會更於第二季在港超聯從前列球會重金挖角，在首季的8名香港球員中，僅得曾健晃獲富力續約兼加薪。
2018年9月6日，曾健晃與瑞典乙組足球聯賽球會拉斯勒特斯簽約加盟。
在2022年夏天，曾健晃加入香港甲級聯賽球會中西區。

## 榮譽
傑志
- 香港甲組足球聯賽冠軍（2010–11季度、2011–12季度、2013–14季度）
- 香港足總盃冠軍（2011–12季度、2012–13季度）
- 香港聯賽盃冠軍（2011–12季度）
- 香港超級聯賽季後附加賽冠軍（2012–13季度）
- 香港足球會國際七人足球賽（主賽）冠軍（2011年）

沙田
- 香港乙組足球聯賽冠軍（2008–09季度）
- 香港丙組足球聯賽冠軍（2007–08季度）
- 香港初級組銀牌冠軍（2007–08季度、2008–09季度）

香港代表隊
- 港澳埠際賽冠軍（2012年）

## 外部連結
- Tsang Kin Fong （页面存档备份，存于）
- Tsang Kin Fong （页面存档备份，存于）
- Tsang Kin Fong （页面存档备份，存于）